# Bandeira da Republika Srpska
 A bandeira da Republika Srpska foi adotada em 24 de novembro de 1992.  É uma bandeira tricolor retangular com três faixas horizontais iguais com as cores vermelho, azul e branco. 
Enquanto o Tribunal Constitucional da Bósnia e Herzegovina declarou inconstitucional o brasão da Republika Srpska, alegando que não representava as etnias não-sérvias que vivem na entidade, a bandeira foi considerada conforme à constituição . O tribunal decidiu que, embora a combinação das cores se refira á bandeira tricolor sérvia, o uso de vermelho, azul e branco também são considerados cores pan-eslavas . 

## Galeria

Bandeira do presidente da Republika Srpska
Bandeira do Presidente  (1995–2007)
Norma do Primeiro Ministro (1995–2007)
Bandeira do Presidente da Assembléia Nacional (1995–2007)
Bandeira do Ministério da Defesa (1995–2007)

## Bandeiras relacionadas

Bandeira similar à bandeira da Igreja Ortodoxa Sérvia frequentemente usada pelos sérvios-bósnios

A bandeira tricolor sérvia tem sido usado como base para outras bandeiras, principalmente como a bandeira nacional da Sérvia .Montenegro também utilizou o tricolor sérvio com vários tons de azul. Sob a Iugoslávia socialista, as repúblicas da Sérvia e Montenegro tinham bandeiras do mesmo desenho e cores. O Montenegro mudou sua bandeira em 1993, alterando a proporção e a tonalidade do azul em sua bandeira que usou até 2004. 
O tricolor sérvio também foi a base da República Sérvia de Krajina. O tricolor desfigurado com uma cruz sérvia é usado como bandeira da Igreja Ortodoxa Sérvia .   